# شورش جمهوری‌خواهان در افغانستان
شورش جمهوری‌خواهان در افغانستان یک اختلاف سیاسی بین جبهه مقاومت ملی افغانستان و جمهوری تقلیل‌یافتهٔ افغانستان با طالبان است که در اوت ۲۰۲۱ پس از سقوط کابل آغاز شد. در ۱۷ اوت ۲۰۲۱ امرالله صالح ریاست‌جمهوری افغانستان را برعهده گرفت و مقاومت پنجشیر را اعلام کرد. در ۲۶ اوت آتش‌بس کوتاهی اعلام شد. این مذاکرات در ۱ سپتامبر شکست خورده و با حملهٔ طالبان به مواضع مقاومت، جنگ ادامه یافت. طالبان بخش‌هایی از ولایت را تصرف کردند که مقاومت پنجشیر در حال پس گرفتن دوباره آنهاست.
تا تاریخ ۳ سپتامبر ۲۰۲۱ علاوه بر مخالفان در پنجشیر، ولسوالی‌هایی نیز در مرکز افغانستان وجود داشتند که هنوز در برابر طالبان با حمایت اقلیت‌های قومی و مذهبی مقاومت می‌کردند. در ۶ سپتامبر، طالبان بر بیشتر این ولایت سیطره یافت و پرچم امارت را در برابر فرمانداری پنجشیر برافراشت. با این حال، مقاومت پنجشیر این پیروزی را رد کرد و اظهار داشت که آنها هنوز «در سراسر دره» حضور دارند. طالبان از ساکنان منطقه درخواست کرد تا در خانه‌های خود بمانند و فرار نکنند تا آسیبی به آنها نرسد. درگیریها در این دره در میانه سپتامبر متوقف شد، و رهبران مقاومت امرالله صالح و احمد مسعود به کشور همسایه تاجیکستان گریختند.

## پیش‌زمینه
پس از فروپاشی جمهوری اسلامی افغانستان، این دولت کنترل دفاکتو را بر درهٔ پنجشیر در دست گرفت، که تا حد زیادی پیوسته به ولایت پنجشیر بوده و با توجه به مجلهٔ ویک از ماه اوت ۲۰۲۱ «تنها منطقه در افغانستان خارج از دست طالبان» است.

## وضعیت و ترکیب نیروها

### مقاومت ملی افغانستان و سایر مخالفان طالبان
پیش از سقوط کابل، پنجشیری‌ها شروع به حرکت تجهیزات نظامی، از جمله هلیکوپتر و وسایل نقلیهٔ زره پوش از مناطق اطراف به ولایت پنجشیر کردند. آن‌ها سپس به فرماندهان و سربازان سابق اردوی ملی افغانستان از جمله کندک کوماندوهای ضربت، نیروهای مجاهدین و سایر مخالفان طالبان ملحق شدند. بسیاری از آن‌ها پس از فرار از قندوز، بدخشان، تخار و بغلان، در ولسوالی اندراب بغلان گرد هم آمدند و به پنجشیر رفتند. بر اساس برآوردهای روسیه تا اواسط اوت ۲۰۲۱، تعداد این مبارزان مجموعاً ۷۰۰۰ نفر است. منابع دیگر، آمارهای متفاوتی از تعداد نیروها ارائه می‌کنند. برخی منابع، تعداد این نیروها را ۲۰۰۰ نفر و امرالله صالح، تعداد نیروهای خود را ۱۰۰۰۰ نفر اعلام کرد. در ۲۲ اوت، احمد مسعود تعداد نیروهای خود را ۹۰۰۰ نفر، به همراه تعدادی خودروی زرهی هاموی اعلام کرد. نیروهای وفادار به صالح و مسعود، در برخی موارد، نظرات متفاوتی با یکدیگر دارند. نیروهای صالح، در برابر طالبان و پاکستان سرسخت‌تر هستند اما مسعود و نیروهایش، به مذاکره با طالبان، تمایل بیشتری دارند.
در ۲۲ اوت، نیروهای مقاومت تأیید کردند که گروه‌های دیگری نیز به‌طور مستقل از نیروهای مقاومت پنجشیر، مبارزه با طالبان را آغاز کرده‌اند. به گفتهٔ یاسین ضیا، نیروهای مقاومت پنجشیر، ۵ بالگرد نظامی ارتش سابق افغانستان را در اختیار دارند. در ۲۳ اوت، گزارش شد که این نیروها، به راکت‌اندازهای ب‌ام-۲۱ گراد نیز مسلح هستند.

### امارت اسلامی افغانستان
بر اساس تخمین آکادمی نظامی ایالات متحده، تعداد نیروهای طالبان تا پیش از سقوط کابل، ۶۰/۰۰۰ نیروی ثابت و ۲۰۰/۰۰۰ نیروی پشتیبانی بود است. این نیروها متشکل از چندین گروه مختلف، با افکار، عقاید و استراتژی‌های متفاوت بوده و هر یک از آن‌ها به گروه‌های متفاوتی وفادار هستند.

## اعلامیه‌های صالح و مسعود
در ۱۷ اوت ۲۰۲۱، امرالله صالح، با استناد به مفاد قانون اساسی افغانستان، خود را از درهٔ پنجشیر رئیس‌جمهور افغانستان از اعلام کرد و قول داد که عملیات نظامی علیه طالبان را از آن‌جا ادامه دهد. ادعای او به ریاست جمهوری توسط احمد مسعود و وزیر دفاع جمهوری اسلامی افغانستان بسم‌الله خان محمدی و همچنین توسط سفارت افغانستان در شهر دوشنبه تأیید شد. در همان زمان، پس از فرمان مسعود، باقیمانده‌های ارتش ملی افغانستان شروع به تجمع در دره پنجشیر کردند.
در ۲۳ اوت ۲۰۲۱، مسعود با قانونگذاران ناشناس آمریکایی تماس گرفت.

## گاه‌شمار

### ولایت پنجشیر
بنابر گزارش یک ناظر، از تاریخ ۱۷ اوت درهٔ پنجشیر «از همه طرف تحت محاصره» است، اما تاکنون تحت حمله قرار نگرفته. در ۱۸ اوت، تعداد پذیرش برای صدمات جنگی افزایش یافت و یک مرکز جراحی برای قربانیان جنگ در ولسوالی انابه در پنجشیر راه‌اندازی شد.

### ولایت پروان
در ۱۸ اوت ۲۰۲۱، گزارش‌های محلی از استان پروان گزارش داد که نیروهای صالح شهر چاریکار را از مبارزان طالبان مستقر در منطقه گرفتند. علاوه بر آن، گزارش‌هایی از تیراندازی در نزدیکی گذرگاه سالنگ نیز مشاهده شد. روز بعد، فیلمی منتشر شد که مبارزان محلی را با پرچم‌های قدیمی ضد طالبان ائتلاف شمال در حین راهپیمایی در خیابان‌های چاریکار نشان می‌داد.

### ولایت بغلان
بنا بر گزارشی در ۲۰ اوت ۲۰۲۱، جنگجویان ضد طالبان ولسوالی‌های اندراب، پل حصار و ده‌صلاح در استان بغلان را پس گرفتند که در نتیجهٔ آن ۶۰ مبارز طالب کشته شدند. گزارش‌های سمعی از وقایع منتشر شده در رسانه‌های اجتماعی و توسط آژانس خبری پژواک گزارش شد. بعد از آن در ۲۰ اوت، گزارش شد که نیروهای عبدالحمید دادگر، روستای بنو در بغلان را باز پس گرفت، اگرچه طالبان هنوز اظهار نظر نکرده‌است. منبعی در مقاومت پنجشیر مشارکت خود را در عملیات ولایت بغلان اعلام کرد و گفت که آنها در حال برنامه‌ریزی برای تصرف بزرگراه شمال هستند که می‌تواند ارتباط با تاجیکستان و ازبکستان را تسهیل ببخشد. طالبان در حساب‌های رسانه‌هایی این امر را تأیید کرد و تلفات خود را ۱۵ نفر کشته و ۱۵ مجروح اعلام کرد؛ طالبان این حمله را با توجه به عفوی که ارائه کرده بودند، یک «خیانت» اعلام کردند.

### تسخیر دره پنجشیر توسط طالبان
در ۶ سپتامبر، پس از جنگ سنگین منجر به تلفات بالا در هر دو سو؛ طالبان مقام والی در بازارک را تسخیر کرد و ادعای کنترل بر تمامی دره پنجشیر کرد. گزارش شد که باقیمانده سربازان جبهه مقاومت ملی به کوه‌ها عقب نشسته‌اند، و طالبان اظهار داشتند که بسیاری از آنان از این منطقه گریخته‌اند. یک مقام جبهه مقاومت ملی مدعی شد مسعود در جای امنی است در حالی که صالح به تاجیکستان گریخته‌است. علی نظری رئیس گروه روابط بین‌الملل مقاومت گفت مسعود هنوز داخل افغانستان حضور دارد. جبهه مقاومت ملی در این که طالبان این دره را تسخیر کرده مناقشه کرد، و این که جنگجویان مقاومت در مواضع استراتژیک در دره پنجشیر حضور دارند و به جنگ ادامه می‌دهند.
بنا بر اطلاعات آمریکا، دو مقام ارشد سابق حکومت افغانستان و یک مشاور پنتاگون، صالح مدت کوتاهی پس از تسخیر دره پنجشیر به دست طالبان در ۶ سپتامبر به همراه احمد مسعود به تاجیکستان گریختند. رهبران مقاومت در تاجیکستان پناه گرفته‌اند و کارشناسان معتقدند مخالفت نظامی با طالبان دورنمای قابل دوامی ندارد.

## قطعنامه
از ماه اوت ۲۰۲۱، مذاکراتی برای پایان بن‌بست سیاسی با طالبان تلاش شده‌است و صالح خواستار «معامله صلح» با طالبان شد. در ۱۸ اوت، محمد ظاهر آغبار سفیر جمهوری اسلامی افغانستان در تاجیکستان اشاره کرد که امکان دارد طالبان در یک دولت ائتلافی به عنوان شیوه‌ای برای افشاندن این بن‌بست، قرار گیرد.
در ۲۱ اوت ۲۰۲۱، گزارش شد که نمایندگان پنجشیر با عبدالله عبدالله و حامد کرزی، اعضای شورای هماهنگی، به منظور «بحث در مورد وضعیت فعلی و راه‌های تأمین امنیت به افغان‌ها» ملاقات کردند.